# Károly Lajthay
Dans le nom hongrois Lajthay Károly, le nom de famille précède le prénom, mais cet article utilise l’ordre habituel en français Károly Lajthay, où le prénom précède le nom.
Károly Lajthay, né le 7 décembre 1886 à Marosvásárhely en Autriche-Hongrie (aujourd'hui Târgu Mureș en Roumanie) et mort le 30 août 1946 à Budapest, est un réalisateur, scénariste et acteur hongrois.

## Filmographie partielle
- 1921 : Drakula halála, premier film sur Dracula.
- 1936 : L'Enfant du Danube